# Letlands Paralympiske Komité
Letlands Paralympiske Komité (lettisk: Latvijas Paralimpiskā komiteja; forkortet LPK) er den nationale lettiske organisation ansvarlig for Letlands deltagelse i forbindelse med international handicapidræt. LPK er medlem af den Europæiske Paralympiske Komité, som er medlem af den Internationale Paralympiske Komité. Præsident for LPK er kørestolsbasketballspilleren Daiga Dadzīte, vicepræsident er atletikudøveren Aigars Apinis og generalsekretær er kælkhockeyspilleren Andris Ulmanis.
Den lettiske paralympiske bevægelses oprindelse kan spores tilbage til 1984, hvor Jānis Ilus sammen med tankefrænder grundlagde sportsklubben Optimists. LPK har siden 1992 været ansvarlig for Letlands deltagelse ved de Paralympiske Lege, hvilket har medført, at Letland har vundet i alt ni medaljer ved de Paralympiske Lege.